# Mariannelund
Mariannelund est une localité de Suède située dans la commune d'Eksjö du comté de Jönköping. Elle couvre une superficie de 2,19 km2. En 2020, elle compte 1 591 habitants.